# Leucoptilum
Leucoptilum är ett släkte av tvåvingar. Leucoptilum ingår i familjen vapenflugor.
Kladogram enligt Catalogue of Life:
| Leucoptilum | \| \| Leucoptilum bassleri \| \| \| \| \| \| Leucoptilum plaumanni \| \| \| \| |
|             | \| \| Leucoptilum bassleri \| \| \| \| \| \| Leucoptilum plaumanni \| \| \| \| |
|             | Leucoptilum bassleri                                                           |
|             |                                                                                |
|             | Leucoptilum plaumanni                                                          |
|             |                                                                                |